# Đảo kinh hoàng (phim 2020)
Đảo kinh hoàng (tên gốc tiếng Anh: Fantasy Island) là một bộ phim kinh dị siêu nhiên của Mỹ năm 2020 được đạo diễn và đồng sáng tác bởi Jeff Wadlow . Đây là một bộ phim được làm lại và là tiền truyện của series phim truyền hình cùng tên năm 1977 của ABC, có sự tham gia của Michael Peña, Maggie Q, Lucy Hale, Austin Stowell, Portia Doubleday, Jimmy O. Yang, Ryan Hansen và Michael Rooker. Được sản xuất bởi Wadlow và Marc Toberoff, cũng như Jason Blum thông qua biểu ngữ Blumhouse Productions của anh ta, cốt truyện theo chân năm người đến thăm hòn đảo cùng tên, phát hiện ra rằng những giấc mơ trong mơ của họ bắt đầu biến thành những cơn ác mộng sống khủng khiếp mà họ phải cố gắng sống sót.
Đảo kinh hoàng được phát hành tại Hoa Kỳ vào ngày 14 tháng 2 năm 2020 bởi Sony Pictures Releasing. Phim bị nhiều lời phê bình, nhưng vẫn là một bộ phim thành công về phòng vé, thu về 47 triệu đôla trên toàn thế giới so với ngân sách sản xuất 7 triệu đôla của phim.

## Cốt truyện
Đảo kinh hoàng kể về một hòn đảo bí ẩn có thể thực hiện tâm nguyện của khách hàng. Nội dung bộ phim xoay quanh câu chuyện của các vị khách đến hòn đảo để trải nghiệm mộng ảo của mình và phải đối mặt với những thử thách đến từ hòn đảo, khiến họ không thể nào phân biệt được đâu là thật, đâu là giả.
Một nhóm hành khách gồm 5 người được mời đến đảo Ảo mộng – hòn đảo ngoài khơi đại dương, cách rất xa đất liền. Mỗi vị khách đến đây đều được hòn đảo ban tặng một ảo mộng, đó có thể là giấc mơ mà họ mong muốn thực hiện hay là sửa chữa những sai lầm trong quá khứ. Tất cả mọi chuyện đều sẽ trở thành hiện thực, với điều kiện mỗi người chỉ được phép có một ảo mộng và phải sống với điều đó một cách tự nhiên cho đến khi mọi chuyện kết thúc.
Sau những khoảnh khắc tận hưởng tươi sáng và tuyệt đẹp, các vị khách dần phải đối mặt với những điều kinh khủng mà họ không thể lường trước được, đồng thời phải đối mặt với những kẻ có khả năng cải tử hoàn sinh sau mỗi trận chiến. Cuối cùng họ nhận ra rằng cho dù là ảo mộng đi chăng nữa thì mỗi người đều phải trả giá bởi chính điều mình từng ao ước.
Nữ doanh nhân Gwen Olsen, cựu cảnh sát Patrick Sullivan, hai anh em cùng cha khác mẹ JD và Brax Weaver, cùng Melanie Cole đến Đảo Ảo Mộng, một khu nghỉ dưỡng có thể biến những ảo mộng trở thành hiện thực. Khi đến nơi, chủ đảo, ông Roarke, dẫn dắt các vị khách đến với những ảo mộng của họ: Patrick nhập ngũ để tưởng nhớ người cha quá cố; anh em Weaver trở thành khách mời tại một bữa tiệc; Melanie trả thù Sloane Maddison, kẻ bắt nạt cô hồi đi học; và Gwen chấp nhận lời cầu hôn của bạn trai cũ Allen Chambers, người mà cô đã từ chối nhiều năm trước.
Melanie biết được Sloane đã bị bắt cóc thật sự và bị đưa đến hòn đảo này. Cô cứu Sloane khỏi một bác sĩ phẫu thuật đeo mặt nạ và cả hai cùng bỏ trốn. Trong khi đó, Patrick bị một trung đội lính Mỹ bắt giữ và gặp chỉ huy của họ, Trung úy Sullivan, chính là bố của Patrick. Khi màn đêm buông xuống, tên bác sĩ phẫu thuật lại tấn công Melanie và Sloane trước khi Damon, một thám tử tư, giết chết hắn. Damon tiết lộ rằng Roarke đã từng đề nghị ông gặp lại cô con gái đã qua đời của mình. Tuy nhiên, ảo mộng của ông đã biến thành cơn ác mộng khiến ông bị mắc kẹt trên đảo. Ông cũng giải thích rằng những ảo mộng được tạo ra bởi nước suối dưới một tảng đá phát sáng trong một hang động. Ba người lấy một ít nước suối và đến khu nghỉ dưỡng để được giúp đỡ. Sáng hôm sau, Gwen thức dậy và thấy mình có một cô con gái với Allen và trở nên bất mãn. Khi Roarke giải thích rằng những ảo mộng của những vị khách phải được thực hiện để ảo mộng của ông về việc được ở bên người vợ đã chết có thể tiếp tục, Gwen thuyết phục ông cho cô ảo mộng mà cô thực sự muốn: cứu một người hàng xóm đã chết trong một vụ hỏa hoạn.
Đảo Ảo Mộng bắt đầu biến những ảo mộng thành ác mộng khi anh em Weaver bị một băng đảng ma túy bắt làm con tin, và Gwen bị đưa đến cái đêm cô vô tình gây ra vụ hỏa hoạn khiến người hàng xóm Nick Taylor thiệt mạng. Cô phát hiện ra rằng những vị khách khác, ngoại trừ Melanie, cũng có mặt ở đó và cố gắng cứu Nick, nhưng không thành công và được Julia, trợ lý của Roarke, giải cứu. Ở một nơi khác, đội lính của Sullivan thực hiện nhiệm vụ giải cứu anh em Weaver. Sau khi bị bắn chết, băng đảng ma túy biến thành thây ma tấn công những người lính. Trong cuộc đấu súng sau đó, JD bị bắn chết và Sullivan hi sinh thân mình để Patrick và Brax chạy thoát.
Melanie và Sloane bị phục kích bởi tên bác sĩ phẫu thuật thây ma đến khi Damon đẩy hắn rơi xuống vực, chính ông cũng rơi xuống và chết. Những vị khách còn lại tập hợp lại tại khu nghỉ dưỡng đối mặt với Roarke, ông tiết lộ rằng họ đang ở trong một ảo mộng mà tất cả đều bị giết. Nhận ra rằng mọi người đều liên quan đến cái chết của Nick (Melanie nói rằng Nick đã mời cô đi chơi đêm đó và cô đã từ chối anh ta, đó là lý do anh ta ở trong căn hộ), những vị khách cho rằng đây là ảo mộng của Julia vì họ tin rằng Julia là mẹ của Nick. Những vị khách chạy đến bến tàu để được cứu bởi một chiếc máy bay do cộng sự của Damon cử đến, nhưng nó đã bị bắn hạ bởi bọn thây ma. Những vị khách đành phải chạy đến hang động để phá hủy tảng đá phát sáng bằng một quả lựu đạn mà Patrick đang mang theo. Đột nhiên, Melanie đâm Patrick và bắt Sloane làm con tin, tiết lộ rằng đây là ảo mộng thực sự của cô. Cô đã sắp đặt cho họ đến hòn đảo này để trả thù cho cái chết của Nick, người mà cô đã hẹn hò và tin chắc sẽ là người yêu của mình. Julia được tiết lộ là vợ của Roarke, được đưa trở lại cõi sống nhờ quyền năng của hòn đảo, người đang hấp hối vì căn bệnh nan y mà cô mắc phải khi gặp Roarke, và thuyết phục ông giúp đỡ những vị khách trước khi biến mất.
Sloane nhớ lại dòng nước suối cô đã lấy trước đó và mong Melanie "ở bên Nick mãi mãi". Kết quả là Nick phiên bản thây ma tấn công Melanie và kéo cô xuống nước. Trước khi chết đuối, Melanie làm rơi quả lựu đạn, nhưng Patrick đã hi sinh thân mình nằm đè lên nó để bảo vệ những người khác (giống cách bố anh từng làm để bảo vệ đồng đội của ông ở Venezuela nhiều năm trước). Khi ảo mộng kết thúc, Gwen, Sloane và Brax tỉnh dậy tại khu nghỉ dưỡng, nơi Roarke đồng ý để họ về nhà. Trong khi các vị khách lên máy bay rời khỏi Đảo Ảo Mộng, Brax mong JD sống lại nhưng Roarke giải thích rằng Brax phải ở lại hòn đảo để ảo mộng của anh thành hiện thực. Sau khi Gwen, Sloane và JD (được hồi sinh) rời đi, Roarke đề nghị Brax trở thành trợ lý mới của ông. Nhớ lại biệt danh mà JD đã đặt cho mình, Brax quyết định đổi tên thành "Tattoo".

## Diễn viên
- Michael Peña trong vai ông Roarke, "người chủ" bí ẩn của Fantasy Island và chồng của Julia.
- Maggie Q trong vai Gwen Olsen, một nữ doanh nhân đến thăm hòn đảo này để nhận ra trí tưởng tượng của mình về việc chấp nhận lời cầu hôn.
- Lucy Hale trong vai Melanie Cole, một cô gái quậy phá đến thăm hòn đảo để nhận ra trí tưởng tượng của mình về việc trả thù một kẻ bắt nạt thời đi học.
- Austin Stowell trong vai Patrick Sullivan, một cựu sĩ quan cảnh sát đến thăm hòn đảo để nhận ra trí tưởng tượng của anh ta về việc tham gia vào một cuộc chiến để vinh danh người cha quá cố của anh ta.
- Portia Doubleday trong vai Sloane Madison, kẻ bắt nạt thời đi học của Melanie, người đã bị bắt cóc và gửi đến hòn đảo để biểu diễn trong một ảo mộng.
- Jimmy O. Yang trong vai Brax "T" Weaver / Tattoo, em trai của J. D. gay, người đến thăm hòn đảo để nhận ra tưởng tượng của mình về "có tất cả".
- Ryan Hansen trong vai J. D. Weaver, anh trai của Brax, người đến thăm hòn đảo để nhận ra trí tưởng tượng của mình về "có tất cả".
- Michael Rooker trong vai Damon, một thám tử tư được cử đến để điều tra ý định thực sự của Fantasy Island.
- Parisa Fitz-Henley trong vai Julia Roarke, người vợ quá cố của Roarke, người xuất hiện trở lại trên đảo với tư cách là trợ lý cá nhân trong tưởng tượng của mình.
- Mike Vogel trong vai Trung úy Sullivan, người cha quá cố của Patrick, người xuất hiện trở lại như một phần trong tưởng tượng của mình trong nhiệm vụ chiến tranh cuối cùng trước khi chết.
- Evan Evagora trong vai Nick Taylor, người hẹn hò với Melanie, người đã chết trong một vụ hỏa hoạn liên quan đến những vị khách khác của hòn đảo.
- Robbie Jones trong vai Allen Chambers, bạn trai cũ của Gwen, người mà anh ta cầu hôn.
- Kim Coates trong vai Devil Face, thủ lĩnh của băng đảng ma túy tìm cách giết J. D. và Brax.
- Ian Roberts trong vai Tiến sĩ Torture, một bác sĩ phẫu thuật đeo mặt nạ mang đến hòn đảo để tra tấn và có thể giết chết Sloane như một phần trong tưởng tượng ban đầu của Melanie.
- Charlotte McKinney trong vai Chastity, một cô gái tiệc tùng xuất hiện như một phần trong tưởng tượng của J. D. và Brax về "có tất cả".

## Nhạc phim
Vào ngày 14 tháng 2 năm 2020, Madison Gate Records đã phát hành bản nhạc nền cho bộ phim được sáng tác bởi Bear McCreary. Jared Lee đã trình diễn một ca khúc có tựa đề "Don Patrick Wish Your Life Away", xuất hiện trong đoạn kết của bộ phim và được phát hành dưới dạng đĩa đơn vào ngày 31 tháng 1 năm 2020.
Tất cả các ca khúc được viết bởi Bear McCreary.
| STT              | Nhan đề                      | Thời lượng |
| ---------------- | ---------------------------- | ---------- |
| 1.               | "You Are One of My Guests"   | 1:37       |
| 2.               | "Arrival"                    | 3:45       |
| 3.               | "Regret Is a Disease"        | 2:26       |
| 4.               | "Your Fantasy Begins Now"    | 5:47       |
| 5.               | "No Soldier"                 | 5:45       |
| 6.               | "The Life You Wanted"        | 2:51       |
| 7.               | "Panic Room"                 | 2:30       |
| 8.               | "Dog Tags"                   | 3:26       |
| 9.               | "Brax Makes His Move"        | 2:44       |
| 10.              | "You Deserve It"             | 2:04       |
| 11.              | "The Heart of the Island"    | 4:38       |
| 12.              | "Fighting"                   | 4:28       |
| 13.              | "A Devil, a Pig and a Clown" | 6:36       |
| 14.              | "Not My Fantasy"             | 2:58       |
| 15.              | "The Island’s Secret"        | 8:49       |
| 16.              | "In the Cave"                | 4:24       |
| 17.              | "Hate in My Heart"           | 3:05       |
| 18.              | "Every Guest Gets a Fantasy" | 6:01       |
| 19.              | "What Happens Now"           | 2:40       |
| Tổng thời lượng: | Tổng thời lượng:             | 1:11:01    |